# Inde néerlandaise
Ne doit pas être confondu avec Indes orientales néerlandaises ou Indes occidentales néerlandaises.
L'Inde néerlandaise est le nom donné aux colonies des Pays-Bas dans le sous-continent indien. Il s'agissait de comptoirs auxquels étaient rattachés des postes de traite et regroupés en différents gouvernorats.
Il s'agissait :
- de Surate : Burhanpur, Bharuch (Broach, Barygaza), Baroda, Cambay, Ahmedabad, Agra, Kanpur ;
- du Malabar néerlandais : Cochin, Vengurla, Barselor, Cannanore, Pallipuram, Cranganore, Purakkad, Kayamkulam, Quilon ;
- de Ceylan néerlandais : Colombo, Matara, Galle, Calpentijn, Mannar, Caraas, Trincomalee, Batticaloa, Tuticorin, Calpentijn, Cap Comorin, Cotatte ;
- du Coromandel néerlandais : Poppacamal, Pulicat, Thiruppapuliyur, Tenganapatnam, Parangippettai, Sadras, Nizapatnam, Masulipatnam, Palakol, Draksharama, Kakinada, Bheemunipatnam, Nagulavancha, Golkonda ;
- du Bengale néerlandais : Hugli-Chuchura, Pipely, Balasore, Dhaka, Cossimbazar, Murshidabad, Patna.

Ces territoires étaient administrés par la Compagnie néerlandaise des Indes orientales.

## Histoire
La présence hollandaise sur le sous-continent indien dura de 1605 à 1825. Les marchands de la Compagnie néerlandaise des Indes orientales s'établirent d'abord dans le Coromandel, notamment à Pulicat, car ils cherchaient des textiles à échanger contre les épices qu'ils faisaient commerce aux Indes orientales. Les établissements hollandais à Surate et au Bengale ont été établis respectivement en 1616 et 1627.  Après que les Néerlandais ont conquis Ceylan aux Portugais en 1656, ils ont également pris les forts portugais sur la côte de Malabar cinq ans plus tard, car les deux sont de grands producteurs d'épices, afin de créer un monopole néerlandais pour le commerce des épices. 
Outre les textiles, les articles échangés en Inde néerlandaise comprennent les pierres précieuses, l'indigo et la soie dans la péninsule indienne, le salpêtre et l'opium au Bengale néerlandais et le poivre au Malabar néerlandais. Les esclaves indiens étaient exportés vers les Îles aux épices et la colonie du Cap.
Dans la seconde moitié du XVIIIe siècle, les Hollandais perdent de plus en plus leur influence. Les Lettres de Kew ont cédé toutes les colonies néerlandaises aux Britanniques, pour les empêcher d'être envahies par les Français. Bien que le Coromandel néerlandais et le Bengale néerlandais aient été rétablis sous la domination néerlandaise en vertu du traité anglo-néerlandais de 1814, ils sont revenus sous la domination britannique en raison des dispositions du traité anglo-néerlandais de 1824. Aux termes du traité, tous les transferts de propriété et d'établissements devaient avoir lieu le 1er mars 1825. Au milieu de 1825, les Néerlandais avaient donc perdu leurs derniers comptoirs commerciaux en Inde.

## Monnaie

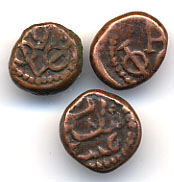
Pièces de monnaie en cuivre frappées à Pulicat aux armes de la VOC (avant 1800).

Pendant les jours où les Néerlandais étaient commercialement actifs en Inde, ils exploitaient plusieurs ateliers monétaires, à Cochin, Masulipatnam, Nagapatam (ou Negapatam), Pondichéry (pendant cinq années, entre 1693 et 1698, lorsque les Néerlandais avaient pris le contrôle des postes français), et Pulicat (en). Les pièces étaient toutes calquées sur les monnayages locaux.